# جائزة رئيس الجمهورية للصحفي المحترف
جائزة رئيس الجمهورية للصحفي المحترف هي جائزة أعلن عن تأسيسها الرئيس عبد العزيز بوتفليقة يوم 3 ماي 2015 بمناسبة اليوم العالمي لحرية «تعبيرا عن اعتراف الأمة بعطاء الصحفي المحترف».
وتهدف هذه الجائزة الوطنية إلى «مكافأة أحسن الأعمال الصحفية المنجزة من طرف الصحفيين المحترفين إما فرديا أو جماعيا».
تقدم للصحفي الجزائر في يوم الاحتفال الوطني بالصحافة. تم الإعلان عنها يوم 3 ماي 2015 وتم تأسيسها يوم 21 من نفس الشهر بموجب مرسوم رئاسي تأتي "تعبيرا عن اعتراف الأمة بعطاء الصحافي المحترف وبلائه الحسن في تكريس مبادئ حرية التعبير وإشعاع فضائلها". وهي جائزة تدخل في إطار مشروع رئيس الجمهورية عبد العزيز بوتفليقة «لاحترافية الصحافة» إلى جانب جائزة للاحترافية وجائزة للأخلاقيات المهنة. وتتمثل في شهادة تقديرية ومكافأة مالية" تقدر قيمتها ب1.000.000 دج للفائز الأول، و500.000 دج للفائز الثاني و300.000 دج للفائز الثالث.

## الطبعة الأولى
تم تسليم هذه الجوائز للفائزين من طرف الوزير الأول عبد المالك سلال وأعضاء من الحكومة للمشاركين في جائزة رئيس الجمهورية للصحفي المحترف يوم 23 أكتوبر 2015.

## الطبعة الثانية
تتناول هذه الطبعة الثانية موضوع «المرأة الجزائرية طرف فاعل هام في التنمية الاقتصادية والاجتماعية».
وفي هذا الصدد شاد وزير الاتصال حميد قرين بنوعية الأعمال المنجزة في إطار المشاركة في الطبعة الثانية لجائزة رئيس الجمهورية للصحفي المحترف التي سيعلن عنها هذا السبت بمناسبة اليوم الوطني للصحافة.

## الطبعة الثالثة
أعلنت وزارة الاتصال هذا الاثنين عن تنظيم الطبعة الثالثة لجائزة رئيس الجمهورية للصحفي المحترف وهذا بمناسبة اليوم الوطني للصحافة (22 أكتوبر) والتي سيكون موضوعها هذا العام “الحفاظ على البيئة مفتاح الرفاه العمومي والسعادة الاجتماعية”.

## الطبعة الرابعة
في 22 أكتوبر 2018 بعنوان العيش معا في سلام
اجتمعت لجنة التحكيم لجائزة رئيس الجمهورية للصحفي المحترف إجراء تقييم لأشغال إطلاق الطبعة الرابعة للجائزة والتي عنون موضوعها هذه السنة بـ«العيش معا في سلام»، حسبما أكدتهالجنة التحكيم في بيان لها.

## الطبعة السابعة
تحصل الطاهر قايد من يومية المجاهد على المرتبة الولى في الإعلام المكتوب والمرتبة الثانية تقاسمتها كل من صبرينة حمديوة وأسماء منور. أما المرتبة الثالثة جاءت من نصيب حرشاوي رؤوف، بمقال عنوانه «الأخبار المغلوطة».
تحصلت آمنة بن عبد ربه بحصة «خبايا الإعلام» وأسماء تركي ب «الإعلام المسؤول» في الاعلام التلفزي وآمنة بن عبد ربه بحصة «خبايا الإعلام» وأسماء تركي ب «الإعلام المسؤول» في الإعلام الإذاعي.
منح الرئيس تبون وسام مصف الاستحقاق للصحفي الراحل كريم بوسالم وهو أول وسام لصحفي جزائري من مصف استحقاق بدرجة عشير بعد الوفاة، وتسلم الوسام والد.

## روابط خارجية
- «جائزة رئيس الجمهورية للصحفي المحترف» ترسم وأول طبعة لها هذه السنة 2015 (موقع وزارة الاتصال)
- تكريم أفضل عمل صحفي خلال الطبعة الأولى لجائزة رئيس الجمهورية للصحفي المحترف على يوتيوب